# Semiopera

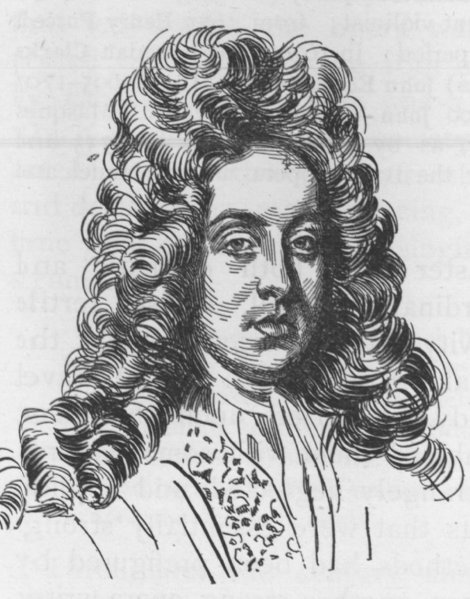
Henry Purcell

Semiopera, semi-opera neboli dramatická opera je raná forma opery. Vyvinula se v Anglii mezi roky 1673 a 1710 a je spojena s díly několika skladatelů, např. Thomase Bettertona, Henryho Purcella (jmenovitě Král Artuš a Královna víl). Herci v semiopeře měli role pěvců, tanečníků a mluvené role. Hudba se používala ve chvílích následujících buď milostné scény nebo scény týkající se nadpřirozena. Kromě Anglie se semiopera vyskytovala i ve Španělsku.